# 米尔恰·格拉博夫斯基
米尔恰·格拉博夫斯基（羅馬尼亞語：Mircea Grabovschi，1952年12月22日—2024年7月23日）是一名羅馬尼亞男子手球運動員和教練。他在1974年贏得世界冠軍，並在1976年夏季奧林匹克運動會上贏得銀牌。在他的職業生涯中，他為國家隊出賽199場，攻入544球。
退役後，他成為一名教練，管理HC Argeș等球隊。他熱衷於橋牌運動。
格拉博夫斯基於2024年7月23日逝世，享壽71歲。